# Jana Kudrjavcevová
Jana Kudrjavcevová, rusky Я́на Алексе́евна Кудря́вцева, Jana Alexejevna Kudrjavceva, (* 30. září 1997 Moskva) je ruská moderní gymnastka, vítězka mistrovství Evropy juniorek v sestavě s míčem pro rok 2012 a trojnásobná mistryně Ruska v kategorii juniorek.

## Kariéra
Závodit začala velmi brzy. Stala se juniorskou mistryní Ruska v roce 2009, 2011 a 2012. Na mezinárodních závodech se poprvé objevila v roce 2011, kdy vyhrála Světový pohár v Pesaru v kategorii juniorek. Stejný výsledek na tomto závodě zopakovala i následující rok. V roce 2012 byla nominována na juniorské mistrovství Evropy v sestavě s míčem, kde získala zlatou medaili a zároveň svým výsledkem napomohla ruskému juniorskému týmu k vítězství na ME v družstvech. Ruský juniorský tým spolu s ní tvořily závodnice Diana Borisovová, Julia Sinicinová a Alexandra Soldatovová.
V roce 2013 začala startovat v seniorské kategorii. Na Grand prix v Moskvě obsadila celkové druhé místo a hned další Grand prix v Cholonu vyhrála (1. místo za sestavu s Chmíčem a s kuželi a 3. místo za sestavu se stuhou a s obručí). Závodila také na svém prvním Světovém poháru v Sofii, kde obsadila celkové první místo a zároveň vyhrála v každé sestavě, což se zatím historicky povedlo jen jediné gymnastce. Podruhé získala absolutní výhru na Grand prix v Minsku. Díky těmto výsledkům nahradila Alexandru Merkulovou na mistrovství Evropy 2013 ve Vídni.